# 1973-as Eurovíziós Dalfesztivál
Az 1973-as Eurovíziós Dalfesztivál volt a tizennyolcadik Eurovíziós Dalfesztivál, melynek Luxemburg fővárosa, Luxembourg adott otthont. A helyszín a luxembourgi Nouveau Théâtre volt.

## A résztvevők
Először vett részt a versenyen Izrael, amely így a verseny első, földrajzilag nem Európához tartozó résztvevője lett.
Nem vett részt Ausztria és Málta. Pedig utóbbi már a fellépési sorrendben is helyet kapott, (6. hely, Norvégia és Monaco között), de a máltai műsorszolgáltató még a határidő előtt visszalépett a versenytől. Így összesen 17 dal versenyzett ebben az évben.
A finn Marion Rung az 1962-es Eurovíziós Dalfesztivál után másodszor vett részt. Ráadásul csakúgy, mint akkor, most is ő nyitotta a versenyt. Mivel angolul énekelt, így ő lett a verseny történetének első énekese, aki – legálisan – idegen nyelven énekelt. Az itt elért 6. helyezése egészen 2006-ig Finnország legjobb eredménye volt.
Ugyancsak másodszor vett részt az olasz Massimo Ranieri és a brit Cliff Richard is, aki 1968-ban mindössze 1 ponttal maradt le a győzelemről. Ebben az évben pedig 6 ponttal.
A verseny előtt plágiummal vádolták meg a spanyol Mocedades nevű együttest. Sokak szerint Eres Tú című daluk túlságosan hasonlított az 1966-os dalverseny jugoszláv indulójára, Berta Ambrož Brez besed című dalára. A spanyolokat végül nem zárták ki, és a második helyen zárták a versenyt. A dal pedig világsláger lett, és spanyol nyelvű daltól szokatlan módon az amerikai Billboard Hot 100 lista 9. helyéig jutott.

## A verseny
A szabályt, mely arra kötelezte a versenyzőket, hogy a képviselt ország egy hivatalos nyelvén énekeljenek elvetették. Az új szabály ellenére csak Finnország, Svédország és Norvégia élt a lehetőséggel, utóbbi ország képviselője, a Bendik Singers együttes megpróbálta mindegyik részt vevő ország nyelvét megszólaltatni. A főleg angol és francia nyelvű dal tartalmazott olasz, spanyol, holland, német, ír, héber, szerbhorvát, finn, svéd és norvég nyelvű szavakat is.
Először történt meg, hogy egy nő vezényelte a zenekart. A svéd Monica Dominique volt az első női karmester a dalversenyen. Öt dallal később követte őt kolléganője, az izraeli Nurit Hirsh.
A versenyt beárnyékolták a müncheni 1972. évi nyári olimpiai játékokon történtek. Sokan terrortámadástól tartottak, ezért szokatlanul nagy volt a helyszínen a biztonsági készültség. A BBC kommentátora, Terry Wogan elmondása szerint a rendező azt tanácsolta a közönség soraiban helyet foglalóknak, hogy maradjanak ülve miközben tapsolnak, különben azt kockáztatják, hogy lelövik őket a biztonsági emberek. Az izraeli versenyző, Ilanit állítólag golyóálló mellényben lépett színpadra, elkerülvén egy esetleges támadást.
Terry Wogan ebben az évben először volt a BBC kommentátora. Később 1978-ban, majd 1980-tól 2008-ig minden dalversenyen ellátta ezt a feladatot.

## A szavazás
A szavazás lebonyolítása az 1971-es Eurovíziós Dalfesztiválon bevezetett módon történt. Mindkét ország a helyszínre küldött két zsűritagot. Az egyik zsűritagnak huszonöt évnél fiatalabbnak, a másiknak huszonöt évnél idősebbnek kellett lennie. A műsorvezető háromszor kettes csoportokban szólította a zsűritagokat, akik egy és öt között pontozták az összes dalt. (Kivéve természetesen a sajátjukat.) Tehát a két zsűritag együtt minimum kettő és maximum tíz pontot adott a többi ország dalára. Így mindegyik dal összesen minimum harminckettő és maximum százhatvan pontot kaphatott. Az új szavazási rendszer nem váltotta be a hozzá fűzött reményeket, így ez volt az utolsó alkalom, hogy ezt a módot alkalmazták.
A szavazás során az előző két évhez hasonlóan háromszor kettes csoportokban szólították a zsűritagokat. (Kivéve az utolsó csoport, amelyet csak a francia és az izraeli zsűri tagjai alkottak.) Az első két csoport után az Egyesült Királyság állt az élen, majd Luxemburg vette át a vezetést. Bár a brit dalnak még sikerült visszavennie a vezetést, az utolsó két csoport pontjainak köszönhetően Luxemburg zárt az élen, és a brit dalt végül még a spanyol is megelőzte, amely viszont egyszer sem állt az élen a szavazás során. A győztes dal három zsűritől – svájci, brit, francia – gyűjtötte be a maximális tíz pontot.
A luxemburgi dal 129 ponton zárt, amely a maximálisan lehetséges 160 pontnak a 80,625%-a. Ezzel a Tu te reconnaîtras című dal a dalverseny történetének legsikeresebb indulója.
Luxemburg negyedszer diadalmaskodott, és az első ország lett, amelyik egymást követő két évben tudott győzni úgy, hogy nem kellett megosztania az első helyet mással. (Ugyanis Spanyolország 1969-es második győzelmét három másik országgal holtversenyben aratta.)

## Eredmények
| #  | Ország             | Nyelv             | Előadó             | Dal                      | Magyar fordítás             | Helyezés | Pontszám |
| -- | ------------------ | ----------------- | ------------------ | ------------------------ | --------------------------- | -------- | -------- |
| 01 | Finnország         | angol             | Marion Rung        | Tom Tom Tom              | Tamm tamm tamm              | 6.       | 93       |
| 02 | Belgium            | holland[a]        | Nicole és Hugo     | Baby, Baby               | Bébi, bébi                  | 17.      | 58       |
| 03 | Portugália         | portugál          | Fernando Tordo     | Tourada                  | Bikaviadal                  | 10.      | 80       |
| 04 | Németország        | német             | Gitte              | Junger Tag               | Fiatal nap                  | 8.       | 85       |
| 05 | Norvégia           | angol, francia[b] | Bendik Singers     | It’s Just a Game         | Ez csak egy játék           | 7.       | 89       |
| 06 | Monaco             | francia           | Marie              | Un train qui part        | Elinduló vonat              | 8.       | 85       |
| 07 | Spanyolország      | spanyol           | Mocedades          | Eres tú                  | Te vagy                     | 2.       | 125      |
| 08 | Svájc              | francia           | Patrick Juvet      | Je vais me marier, Marie | Megházasodom, Mária         | 12.      | 79       |
| 09 | Jugoszlávia        | szerbhorvát       | Zdravko Čolić      | Gori vatra               | Ég a tűz                    | 15.      | 65       |
| 10 | Olaszország        | olasz             | Massimo Ranieri    | Chi sarà con te          | Ki lesz veled               | 13.      | 74       |
| 11 | Luxemburg          | francia           | Anne-Marie David   | Tu te reconnaîtras       | Ráismersz magadra           | 1.       | 129      |
| 12 | Svédország         | angol             | Nova & The Dolls   | You’re Summer            | Nyár vagy                   | 5.       | 94       |
| 13 | Hollandia          | holland           | Ben Cramer         | De oude muzikant         | Az öreg muzsikus            | 14.      | 69       |
| 14 | Írország           | angol             | Maxi               | Do I Dream               | Álmodom?                    | 10.      | 80       |
| 15 | Egyesült Királyság | angol             | Cliff Richard      | Power to All Our Friends | Hatalmat minden barátunknak | 3.       | 123      |
| 16 | Franciaország      | francia           | Martine Clemenceau | Sans toi                 | Nélküled                    | 15.      | 65       |
| 17 | Izrael             | héber             | Ilanit             | É sam                    | Valahol                     | 4.       | 97       |

1.↑ a: A dal tartalmazott egy-egy kifejezést angol, spanyol, illetve francia nyelven is.
2.↑ b: A dal tartalmazott olasz, spanyol, holland, német, héber, szerbhorvát, finn, ír, illetve norvég nyelvű részeket is.

## Térkép

Részt vevő országok
Országok, melyek korábban részt vettek, de ebben az évben nem

## Ponttáblázat
|                    | Zsűrik     | Zsűrik  | Zsűrik     | Zsűrik      | Zsűrik   | Zsűrik | Zsűrik        | Zsűrik | Zsűrik      | Zsűrik      | Zsűrik    | Zsűrik     | Zsűrik    | Zsűrik   | Zsűrik             | Zsűrik        | Zsűrik | Zsűrik |
| Össz               | Finnország | Belgium | Portugália | Németország | Norvégia | Monaco | Spanyolország | Svájc  | Jugoszlávia | Olaszország | Luxemburg | Svédország | Hollandia | Írország | Egyesült Királyság | Franciaország | Izrael |        |
| ------------------ | ---------- | ------- | ---------- | ----------- | -------- | ------ | ------------- | ------ | ----------- | ----------- | --------- | ---------- | --------- | -------- | ------------------ | ------------- | ------ | ------ |
| Finnország         | 93         |         | 9          | 5           | 6        | 6      | 5             | 6      | 6           | 7           | 2         | 6          | 7         | 5        | 5                  | 9             | 4      | 5      |
| Belgium            | 58         | 4       |            | 3           | 4        | 3      | 6             | 6      | 4           | 4           | 2         | 4          | 2         | 3        | 4                  | 5             | 2      | 2      |
| Portugália         | 80         | 4       | 6          |             | 5        | 5      | 4             | 8      | 8           | 6           | 3         | 4          | 2         | 5        | 4                  | 5             | 6      | 5      |
| Németország        | 85         | 2       | 5          | 6           |          | 4      | 5             | 9      | 7           | 4           | 3         | 7          | 6         | 5        | 6                  | 5             | 7      | 4      |
| Norvégia           | 89         | 8       | 5          | 5           | 6        |        | 7             | 6      | 7           | 6           | 5         | 7          | 3         | 3        | 3                  | 3             | 6      | 9      |
| Monaco             | 85         | 6       | 3          | 2           | 4        | 3      |               | 6      | 5           | 9           | 8         | 6          | 4         | 5        | 6                  | 9             | 5      | 4      |
| Spanyolország      | 125        | 3       | 8          | 9           | 9        | 4      | 9             |        | 8           | 9           | 10        | 8          | 7         | 10       | 10                 | 4             | 9      | 8      |
| Svájc              | 79         | 4       | 3          | 3           | 4        | 7      | 5             | 7      |             | 6           | 4         | 6          | 3         | 8        | 7                  | 7             | 2      | 3      |
| Jugoszlávia        | 65         | 5       | 3          | 3           | 4        | 2      | 5             | 8      | 6           |             | 2         | 4          | 2         | 4        | 5                  | 4             | 4      | 4      |
| Olaszország        | 74         | 2       | 5          | 3           | 5        | 5      | 5             | 5      | 7           | 5           |           | 5          | 5         | 4        | 4                  | 5             | 5      | 4      |
| Luxemburg          | 129        | 6       | 6          | 8           | 7        | 8      | 7             | 6      | 10          | 9           | 9         |            | 8         | 9        | 8                  | 10            | 10     | 8      |
| Svédország         | 94         | 8       | 4          | 4           | 5        | 8      | 5             | 7      | 9           | 6           | 5         | 6          |           | 6        | 5                  | 7             | 4      | 5      |
| Hollandia          | 69         | 4       | 4          | 2           | 5        | 5      | 4             | 5      | 5           | 5           | 4         | 7          | 3         |          | 5                  | 3             | 6      | 2      |
| Írország           | 80         | 3       | 7          | 2           | 4        | 6      | 6             | 7      | 5           | 5           | 5         | 6          | 5         | 6        |                    | 5             | 4      | 4      |
| Egyesült Királyság | 123        | 9       | 6          | 6           | 7        | 7      | 8             | 4      | 8           | 8           | 5         | 10         | 9         | 10       | 9                  |               | 8      | 9      |
| Franciaország      | 65         | 4       | 3          | 2           | 4        | 4      | 5             | 5      | 4           | 7           | 2         | 3          | 5         | 5        | 5                  | 5             |        | 2      |
| Izrael             | 97         | 6       | 6          | 5           | 7        | 5      | 7             | 4      | 6           | 7           | 7         | 8          | 6         | 6        | 7                  | 5             | 5      |        |

## Visszatérő előadók
| Előadó          | Ország             | Előző év(ek) |
| --------------- | ------------------ | ------------ |
| Marion Rung     | Finnország         | 1962         |
| Massimo Ranieri | Olaszország        | 1971         |
| Cliff Richard   | Egyesült Királyság | 1968         |